# Neuflemmingen
Neuflemmingen is een plaats in de Duitse gemeente Naumburg (Saale), deelstaat Saksen-Anhalt, en telt 30 inwoners (2003).